# ジャック・シロッコ
ジャック・シロッコ（Jack Sirocco、1882年 - 1954年）はファイブ・ポインツ・ギャングの有力メンバー（一説に副ボス）。

## 来歴

### ファイブポインツ
ニューヨーク生まれ。両親はイタリア移民。民主党系の政治団体タマニー・ホールの有力者トム・フォーリー配下のマイク・ソールターの雇われギャングとして頭角を現した。1890年代、ボクシングを通じて知り合ったジオヴァンニ・"ジミー・ケリー"・ディサルヴィオと、ホワイト・ストリートにファイブ・ポインツ・ソーシャルクラブを立ち上げた。タマニー・ホールの武力闘争を請け負い、ストリートギャングの有望株を雇い入れては選挙戦で政敵を封じ込め、組織票を集めた。マンハッタンのフォーリー・スクエアにあったダンスホール"パールハウス" (Pearl House dance hall) を拠点とした。クラブではボクシング興行やダンスイベントを開き、ギャングを集めて、賭博や売春、スリを組織的に行なった。

### ライバルとの抗争
1902年9月29日、イーストマンズ総勢60人がファイブ・ポインツの縄張りに侵入し、ガンファイトになった。1902年10月4日、ファイブ・ポインツのガンマン35人が9月29日の仕返しでイーストマンズのアジトを急襲した。同年10月、タマニー・ホールのトム・フォーリーの仲介でイーストマンズと平和協定を結んだ。
ポール・ケリーとボクシングを通じて知り合い、提携していたが、仲間割れし、1905年ガンバトルに発展した。最終的にポール・ケリーをロウアーイーストサイドから追い出し、縄張りを奪った。
その後、独自のギャングを結成したジミー・ケリー（ディサルヴィオ）と対立し、ファイブ・ポインツは分裂した。側近チック・トリッカーと共に イーストマンズの乗っ取りを画策した。1911年、強盗に失敗した後、怪我したボスのジャック・ゼリグを置き去りにした。ゼリグは逮捕され収監された。ゼリグを保釈金で救い出す代わりに、ゼリグのイーストマンズを乗っ取ろうとした。トリッカーと共にゼリグの暗殺を試み、刺客ジュールス・モレーロを派遣した。1911年12月2日、ゼリグは部下の内通でモレーロを返り討ちにして、殺害した。イーストマンズはそれから1年ほど、2派閥に分かれて抗争したが互いに消耗して、組織は空中分解した。

### 後期キャリア
その後、シロッコは新たにギャング団を結成して、組合利権にたかった。企業側の武装団を率いてスト破りを指揮し、組合側のベンジャミン・ファインと派手な銃撃戦で抗争した（1913-1914年）。抗争の真っ只中、警察の手入れが厳しくなる中ニューヨークの裏社会から忽然と姿を消した。1930年の人口調査では、ブルックリンに住み、職業は料理人となっていた。

## ギャング神話
- ファイブポインツ在籍時、ジョニー・トーリオの直属のボスだったとされる[3]。
- 長年、ポール・ケリーがファイブ・ポインツのボスと信じられてきたが、近年の調査でポール・ケリーは自前のギャングのボスに過ぎず、ファイブ・ポインツとむしろ争っていたことが判明した[4]。